# Município de Paint (condado de Highland, Ohio)
O município de Paint (em inglês: Paint Township) é um município localizado no condado de Highland no estado estadounidense de Ohio. No ano de 2010 tinha uma população de 4.585 habitantes e uma densidade populacional de 30,21 pessoas por km².

## Geografia
O município de Paint encontra-se localizado nas coordenadas 39° 13′ 51″ N, 83° 26′ 25″ O. Segundo a Departamento do Censo dos Estados Unidos, o município tem uma superfície total de 151.77 km², da qual 144,6 km² correspondem a terra firme e (4,72 %) 7,17 km² é água.

## Demografia
Segundo o censo de 2010, tinha 4.585 habitantes residindo no município de Paint. A densidade populacional era de 30,21 hab./km². Dos 4.585 habitantes, o município de Paint estava composto pelo 97,45 % brancos, o 0,5 % eram afroamericanos, o 0,44 % eram amerindios, o 0,15 % eram asiáticos, o 0,09 % eram de outras raças e o 1,37 % eram de uma mistura de raças. Do total da população o 1,22 % eram hispanos ou latinos de qualquer raça.